# إبراهيم حقي محمد
إبراهيم حقي بن محمد بن رسول المشهور والملقب بـعرب (1910 - 1970) شاعر عربي وكاتب مسرحي وقصص قصيرة عراقي من أصل كردي. ولد في بغداد وتعود أصول أسرته إلى منطقة راوندوز في محافظة أربيل، شمالي العراق، ونشأ بها وعاش معظم حياته فيها وشغّل عدّة وظائف. بدأ إبراهيم حقي مهنته الأدبية كاتباً مسرحياً، ثم تحول إلى القصة القصيرة، وانتهى إلى الشعر. نظم باللهجة العامية العراقية: الأبوذية والموال، وابتكر طريقة في الموال أطلق عليها نصف زهيري. وصف بأنه كان رقيق الشعر والشعور. توفي في بغداد. له في القصة بين الحقيقة والخيال وأزهار شائكة وله ديوان شعر وديوان للقصائد السياسيّة بعنوان الشرقيات ولا يعرف مصير الديوانين.

## سيرته
هو أبو سعيد إبراهيم حقي بن محمد بن رسول بن حسن المقب بـعرب. ولد في بغداد ونشأ بها وأصل أسرته من مدينة رواندز. وكان له اهتمام بصفته كردياً بأحوال الكرد الأدبية والاجتماعية. طبع من مؤلفاته بين الحقيقة والخيال قصص 1937 وأزهار شائكة 1950، ونشر شعره في الصحف المحلية وكان ينظم أيضا باللغة العامية، فكتب الأبوذية والموال حيث ابتكر طريقة جديدة فيه، بأن أنقصه ثلاث أشر وركبه على أربعة، ثلاثة أشطر منها بقافية والرابع بقافية أخرى وأسماه نصف زهيري. وأثنى عليه علي الخاقاني في كتابه فنون الأدب الشعبي. عمل إبراهيم حقي موظفاً في شركة المخازن العراقية بباب المعظم وكان عضواً في اتحاد المؤلفين والكتاب العراقيين.
توفي سنة 1970 في بغداد.

## مؤلفاته
- مسرحية الطيش تولى إخراجها وعرضت في كركوك،
- بين الحقيقة والخيال، 1937، مجموعة‌ قصصية.
- أزهار شائكة، مجموعة‌ قصصية، وقد نشرت مرتين 1950، 1951

وكتب مسرحيات أخرى لم تعرض، ولم تطبع. وله ديوان شعر وديوان للقصائد السياسيّة بعنوان الشرقيات ولا يعرف مصير الديوانين.

## وصلات خارجية
- إبراهيم حقي في «معجم البابطين لشعراء العربية في القرنين التاسع عشر والعشرين»